# SPV GmbH
SPV GmbH (også kendt somSchallplatten Produktion und Vertrieb GmbH) er et uafhængigt tysk pladeselskab med hovedsæde i Hannover.
Det blev grundlagt den 1. januar 1984 og har langsomt vokset sig til at blive en af de største uafhængige distributører og pladeselskaber på verdensbasis. Det har også adskillige underselskaber der producerer og distribuerer, inklsuive heavy metal-selskaberne Steamhammer, Synthetic Symphony, Oblivion, SPV Recordings/SPV America og Audiopharm.

## Kunstnere
SPV's mest succesfulde kunstnere inkluderer Sepultura, Arena, Kreator, Klaus Schulze, Rhapsody of Fire, Sodom, Evildead, Angra, Eric Burdon, Blackmore's Night, Whitesnake, Motörhead, Doro, Helloween, Kamelot, Iced Earth, Moonspell, Anne Clark, Vicious Rumors, Saxon, Pro-Pain, Monster Magnet, Type O Negative, Skinny Puppy, Magnum and Judas Priest.